# Storseleby
Storseleby (sydsamiska: Jïjnjesovvene) är en tidigare småort i Vilhelmina kommun. I folkmun kallas bygden även Storselestad. 2015 hade folkmängden i området minska och småorten upplöstes.
Storseleby är omtalat för sitt paltting som hålls regelbundet i den historiska Järjagården.